# Soroti
Soroti – miasto we wschodniej Ugandzie, w Regionie Wschodnim, w dystrykcie Soroti, położone w pobliżu jeziora Kioga. Liczy około 66 000 mieszkańców (2011).
W mieście znajduje się port lotniczy Soroti.
Urodził się tu naukowiec Francis Omaswa.